# World Press Photo
World Press Photo — некоммерческая организация, занимающаяся проведением конкурсов в области фотожурналистики. Штаб-квартира находится в Амстердаме (Нидерланды).

## История
Основанная в 1955 году, организация занимается проведением ежегодного конкурса в области фотожурналистики «World Press Photo of the Year». Церемония награждения проходит в Oude Kerk  («Старая Церковь») в Амстердаме. После конкурса из фотографий победителей собирают выставку, которую могут посещать люди разных стран мира. Ежегодно на нескольких языках публикуется книга со всеми фотографиями победителей. С 2011 года каталог выставки распространяется и на русском языке.
Целью организации является поддержка профессиональной пресс-фотографии на международном уровне для того, чтобы стимулировать изменения в фотожурналистике, поддержать передачу знаний, выявить высокие профессиональные стандарты в фотожурналистике и содействовать свободному и неограниченному обмену информацией.
Категории выбора фотографий:
- Искусство и развлечения
- Горячие новости
- Люди в новостях
- События
- Портреты
- Повседневная жизнь
- Природа
- Проблемы современности
- Спорт

## Последние победители
В 2012 году международное жюри ежегодного конкурса World Press Photo объявило фотографию Самуэля Аранды из Испании Фотографией Года 2011. На снимке женщина в мечети, где был устроен временный полевой госпиталь, держит на руках раненого сына, пострадавшего во время демонстрации против правления президента Али Абдуллы Салеха в городе Сана, Йемен, 15 октября 2011 года. Самуель Аранда работал в Йемене по заданию от газеты The New York Times и представлен агентством Corbis Images.
Лауреатом первой премии 2011 года названа фотограф Джоди Бибер из Южной Африки. На её фотографии 18-летняя Биби Айша из провинции Орузган в центральном Афганистане сбежала из дома мужа и вернулась в дом своих родителей, жалуясь на жестокое обращение. Однажды ночью талибы явились в дом её родителей и потребовали выдать Айшу, чтобы наказать за побег. Её увели в горы, где по приказу командира талибов сначала отрезали уши, а затем нос. Айшу бросили умирать в горах, но её спасли и привезли в убежище для женщин, созданное организацией «Женщины для женщин Афганистана», вылечили и оказали психологическую помощь. Позднее Айше помогли приехать в Америку, где её не только морально поддержали, но и сделали восстановительную пластическую операцию. Сейчас Биби Айша живёт в США.
В 2008 году фотограф Энтони Суо из США)получил премию Фоотография года во второй раз (первый раз он получил её в 1987). В 2007 году, 4460 профессиональных фотографов из 124 стран представили на конкурс 78 083 фотографии. Победителем стал Британский фотограф Тим Хетерингтон.
Живущий в Нью-Йорке, фотограф Спенсер Платт из Getty Images победил в 2006. Его фотография запечатлела группу молодых ливанцев, проезжающих на автомобиле через разрушенные израильскими бомбардировками окрестности Южного Бейрута. Фотография была сделана 15 августа 2006 года, в первый день прекращения огня между Израилем и Хейсбола, когда тысячи ливанцев начали возвращаться в свои дома.
20-22 апреля 2017 в Амстердаме состоялся Всемирный Фестиваль фотографий для печати. В нем было представлено более 30 презентаций от удостоенных наград фотографов и визуальных рассказчиков.
В 2018 году на номинацию лучшей фотографии на конкурс World Press Photo допустили шесть финалистов фотожурналистов. Это первый случай в истории соревнований, когда выбор финалистов был сделан до объявления победителя в Амстердаме 12 апреля 2018г.

## Выставки в России
В России мероприятие проводится с 2007 года: в Москве с 2007—2012 гг.; в Санкт-Петербурге в 2007 г., в 2010 и 2011 годах в Санкт-Петербурге. В 2012 году выставку проводили в московском Арт-центре «Ветошный», а в 2013 году на территории завода «Красный Октябрь».

## Интересное
- В 1964 году 1-е место в номинации «Очерк» занял снимок «-55» Геннадия Копосова (фотокорреспондент «Огонька»). В дальнейшем ещё около 20 снимков советских и российских авторов получили признание World Press Photo. Среди них были: Владимир Сёмин, Юрий Сомов, Игорь Уткин, Виктор Загумённов, Виктория Ивлева и др.
- С 20-го конкурса World Press Photo были отобраны победители из 3757 фотографий, сделанных 576 фотографами из 45 разных стран